# كلية الإدارة والاقتصاد (جامعة القادسية)
أسست كلية الإدارة والاقتصاد في جامعة القادسية مع تأسيس الجامعة في العام الدراسي 1987-1988 وكانت في حينها تضم ثلاثة أقسام علمية هي الاقتصاد وإدارة الأعمال والإحصاء. وفي العام الأول من التأسيس تم قبول (225) طالبا ً وفي العام الثاني تم قبول (266) طالباً، أما في العام الدراسي الثالث تم قبول (889) طالباً، وفي الأعوام التالية زاد عدد الطلبة المقبولين إذ تم افتتاح قسم المحاسبة في العام الدراسي 1994 - 1995 وقسم القانون - الذي أصبح لاحقا كلية القانون - في العام الدراسي 2001 - 2002 وقسم الدراسات المالية والمصرفية.
تبلغ مدة الدراسة في الكلية 4 أعوام بعدها يمنح المتخرج شهادة البكالوريوس في العلوم الاقتصادية و الإدارية والإحصائية والمحاسبية والمالية والمصرفية.
تعد كلية الإدارة والاقتصاد من أوائل الكليات التي فتحت فيها الدراسات المسائية في قسم المحاسبة ثم تلاها فتح قسم إدارة الأعمال في العام الدراسي 1996 - 1997 ولحقها قسم القانون في العام الدراسي 2001 - 2002 لتصبح كلية القانون في العام الدراسي 2005 - 2006 وتم فتح قسم الدراسات المالية والمصرفية في العام الدراسي 2005 - 2006.
إما في مجال الدراسات العليا فكان لها نصيب وافر الأهمية إذ استحدثت الدراسات الآتية :
دراسة الماجستير في العلوم الاقتصادية في العام الدراسي 1995 - 1996
دراسة الماجستير في إدارة الأعمال في العام الدراسي 1998 - 1999.
دراسة الدكتوراه في العلوم الاقتصادية في العام الدراسي 1999- 2000.

## وصلات خارجية
موقع الكلية